# クィントゥス・スルピキウス・カメリヌス・コルヌトゥス
クィントゥス・スルピキウス・カメリヌス・コルヌトゥス（Quintus Sulpicius Camerinus Cornutus）はパトリキ（貴族）出身の共和政ローマ初期の政治家・軍人。紀元前490年に執政官（コンスル）を務めた。

## 家族
スルピキウス氏族のスルピキウス・カメリヌス家の出身。父は紀元前500年の執政官セルウィウス・スルピキウス・カメリヌス・コルヌトゥスで、氏族最初の執政官であった。カメリヌスのコグノーメン（第三名、家族名）はラティウムの都市カメリヌム（en）に由来すると思われる。息子のセルウィウス・スルピキウス・カメリヌス・コルヌトゥスは紀元前461年に執政官に就任、また紀元前451年には十人委員会の委員に選ばれている。

## 経歴
コルヌトゥスは紀元前490年に執政官に就任。同僚執政官はスプリウス・ラルキウス・ルフスであった。ハリカルナッソスのディオニュシオスは、彼らの執政官任期中に怪物の誕生といった怪奇現象があったと記載している。また、疫病によって殆どの家畜が死んだが、しかし人間には影響は少なかったとも述べている。
紀元前488年、ローマを追放されていた前将軍グナエウス・マルキウス・コリオラヌス、がウォルスキ軍を率いてローマに侵攻した。コルヌトゥスと前同僚のラルキウス・ルフスは、コリオラヌスとの話し合いのために派遣された使節に選ばれている。

## 参考資料
- ティトゥス・リウィウス『ローマ建国史』
- ハリカルナッソスのディオニュシオス『ローマ古代誌』
- Broughton, Thomas Robert Shannon (1951), The Magistrates of the Roman Republic, Philological Monograph No. 15, New York: American Philological Association, ISBN 0-89130-811-3

 この記事には現在パブリックドメインである次の出版物からのテキストが含まれている: Smith, William, ed. (1870). "Camerinus". Dictionary of Greek and Roman Biography and Mythology (英語). Vol. 1. p. 590.